# Violence Begets Violence
Violence Begets Violence è il settimo album del gruppo musicale hip hop statunitense Jedi Mind Tricks, pubblicato il 25 ottobre del 2011 e distribuito da Enemy Soil. È il primo e unico album a non avere una produzione curata di Stoupe, ormai stanco di produrre per i Jedi Mind Tricks. Jus Allah è definitivamente il terzo membro dei Jedi Mind Tricks.
Su Metacritic ottiene un punteggio di 59/100.

## Ricezione
| Recensione     | Giudizio |
| -------------- | -------- |
| AllMusic       | [ 1 ]    |
| RapReviews     | [ 2 ]    |
| HipHopDX       | [ 5 ]    |
| XXL            | [ 6 ]    |
| Slant Magazine | [ 4 ]    |
| Q              | [ 4 ]    |

Violence Begets Violence genera recensioni miste. La critica è concorde nell'affermare che la produzione non risente dell'assenza di Stoupe e che l'album mantiene gli standard dei Jedi Mind Tricks.
Il disco vende 4 400 copie nella prima settimana, entrando nella Billboard 200.

## Tracce
1. Intro – 2:05 (musica: Scott Stallone)
2. Burning the Mirror – 3:33 (musica: C-Lance)
3. When Crows Descend Upon You (featuring Demoz) – 3:55 (musica: Hypnotist Beats)
4. Fuck Ya Life (featuring Blacastan) – 3:59 (musica: Junior Makhno)
5. Imperial Tyranny (featuring King Magnetic) – 3:41 (musica: C-Lance)
6. Design in Malice (featuring Young Zee & Pacewon) – 3:38 (musica: Mr. Green)
7. Weapon of Unholy Wrath – 3:53 (musica: Shuko)
8. Target Practice – 2:39 (musica: Hypnotist Beats)
9. Carnival of Souls (featuring Demoz) – 3:55 (musica: Grand Finale)
10. Willing a Destruction onto Humanity – 2:54 (musica: C-Lance)
11. Chalice (featuring Chip Fu) – 3:46 (musica: Illinformed, Scott Stallone (aggiuntivo))
12. BloodBorn Enemy – 2:50 (musica: Nero)
13. The Sacrilege of Fatal Arms – 2:43 (musica: C-Lance)
14. Street Lights – 3:24 (musica: Nero)

Durata totale: 46:55

## Classifiche
| Classifica (2011)         | Posizione massima |
| ------------------------- | ----------------- |
| Stati Uniti               | 103               |
| US Heatseekers Albums     | 1                 |
| US Independent Albums     | 24                |
| US Tastemakers            | 16                |
| US Top Rap Albums         | 9                 |
| US Top R&B/Hip-Hop Albums | 15                |